# John Annesley, IV conte di Anglesey
John Annesley, IV conte di Anglesey (Farnborough, 18 gennaio 1676 – Farnborough, 18 settembre 1710), è stato un nobile irlandese.

## Biografia
Era il secondo figlio maschio di James Annesley, II conte di Anglesey, e di sua moglie, Lady Elizabeth Manners, figlia di John Manners, VIII conte di Rutland.
Successe alla contea nel 1702 alla morte del fratello. Nel 1710, poco prima della sua morte, Anglesey fu nominato Vice Tesoriere, Receiver-General e Paymaster of the Forces, e membro del Queen's Privy Council.

## Matrimonio
Sposò, il 21 maggio 1706, Lady Henrietta Maria Stanley (1687–1718), figlia di William Stanley, IX conte di Derby. Ebbero una figlia:
- Lady Elizabeth Annesley (?-23 aprile 1718)

Alcuni anni più tardi, il titolo di barone Strange venne ereditato dalla moglie.

## Morte
Morì il 18 settembre 1710.